# Stadtsparkasse Schmallenberg
Die Stadtsparkasse Schmallenberg war eine öffentlich-rechtliche Sparkasse mit Sitz in Schmallenberg in Nordrhein-Westfalen. Das Geschäftsgebiet der Stadtsparkasse war das Stadtgebiet von Schmallenberg. Die Stadtsparkasse Schmallenberg wurde im Jahr 1855 gegründet.  Die Stadtsparkasse fusionierte am 1. August 2019 mit der Sparkasse Meschede und der Sparkasse Finnentrop zur Sparkasse Mitten im Sauerland.

## Geschichte der Sparkasse

### Anfänge
Der Bürgermeister und Amtmann Röper erhielt im Jahr 1854 vom Gemeinderat nachstehenden Auftrag. In dem Protokollbuch Nr. 871 des Gemeinderates der Stadt Schmallenberg vom 25. Oktober 1854 wurde folgender Beschluss protokolliert:  „Auf die mitgetheilte Landräthliche Verfügung vom 29 ten Sep. c.N. 2736 wurde die Einrichtung einer Sparkasse mit Garantie der hies. Stadt beschlossen, und der Bürgermeister Röper beauftragt, das weiter Erforderliche einzuleiten“. 
Röper verfasste daraufhin ein Sparkassenstatut, welches er am 24. Januar 1855 dem Gemeinderat zur Beschlussfassung vorlegte. Die Änderungsvorschläge des Oberpräsidenten in Arnsberg  zu den Statuten wurden am 2. April 1855 diskutiert und am selben Tag per Beschluss (Protokollbuch Nr. 912) festgesetzt. Die Ratsentscheidung dokumentiert die Geburtsstunde der Stadtsparkasse. Der laufende Betrieb begann am 1. Juni 1855 in zwei Räumen der Oststraße 41.
Auf dem heutigen Stadtgebiet wurden 1859 die Sparkasse Fredeburg und 1861 die Sparkasse Bödefeld eingerichtet. 1864 gab es im Regierungsbezirk insgesamt 53 Sparkassen. Im selben Jahr hatte die Stadtsparkasse Schmallenberg einen Einlagenbestand von 79.016 Thaler, die Sparkasse Fredeburg von 29.227 Thaler und die Sparkasse in Bödefeld von 16.466 Thaler.

### Stadtsparkasse und/oder Amtssparkasse
Am 18. Mai 1897 wählte die Stadtvertretung den Amtmann Wilhelm Röper II, Sohn des verstorbenen Wilhelm Röper, zum Vorsitzenden der Sparkassenverwaltung. Nachfolgend
gab es im Mescheder Kreistag Überlegungen zur Gründung einer Kreissparkasse. Die Amtsvertretung Schmallenberg fordert zur selben Zeit die Gründung einer Amtssparkasse. Mit der Gründung sollte die bereits bestehende Stadtsparkasse mit der Amtssparkasse fusionieren. Dies führte zu Streitigkeiten mit der Stadtvertretung die gegen die Gründung einer Amtssparkasse keine Bedenken hatten, aber ihre Stadtsparkasse erhalten wollten. Am 8. Juli 1898 fasste die Amtsversammlung den Beschluss, dass für den Verband des Amtsbezirks eine Sparkasse eingerichtet werden soll. Die Schmallenberger Stadtvertretung lehnte am 5. November 1898 ohne Begründung die Aufhebung der Stadtsparkasse ab.
Die Genehmigung der Statuten für die Amtssparkasse dauerte bis 1901. Die Amts- und Stadtvertretung konnten sich in der Zwischenzeit nicht einigen. Der Oberpräsident von Westfalen kündigte mit Erlass vom 30. März 1901 die Genehmigung der neuen Amtssparkasse an und befürworte eine mögliche Fusion der beiden Sparkassen. Die Stadtvertretung lehnte in ihrer Sitzung vom 7. Juni 1901 erneut die angestrebte Fusion ab. In einer Verfügung teilte der Oberpräsident dem Landrat am  22. Oktober 1901 mit, dass er die Errichtung einer neuen Sparkasse im Amt Schmallenberg für die Gemeinden Grafschaft, Oberkirchen und Wormbach genehmigt habe. Das Amt Schmallenberg erhielt damit eine zweite Sparkasse.

### Stadt- und Landgemeindesparkasse Schmallenberg

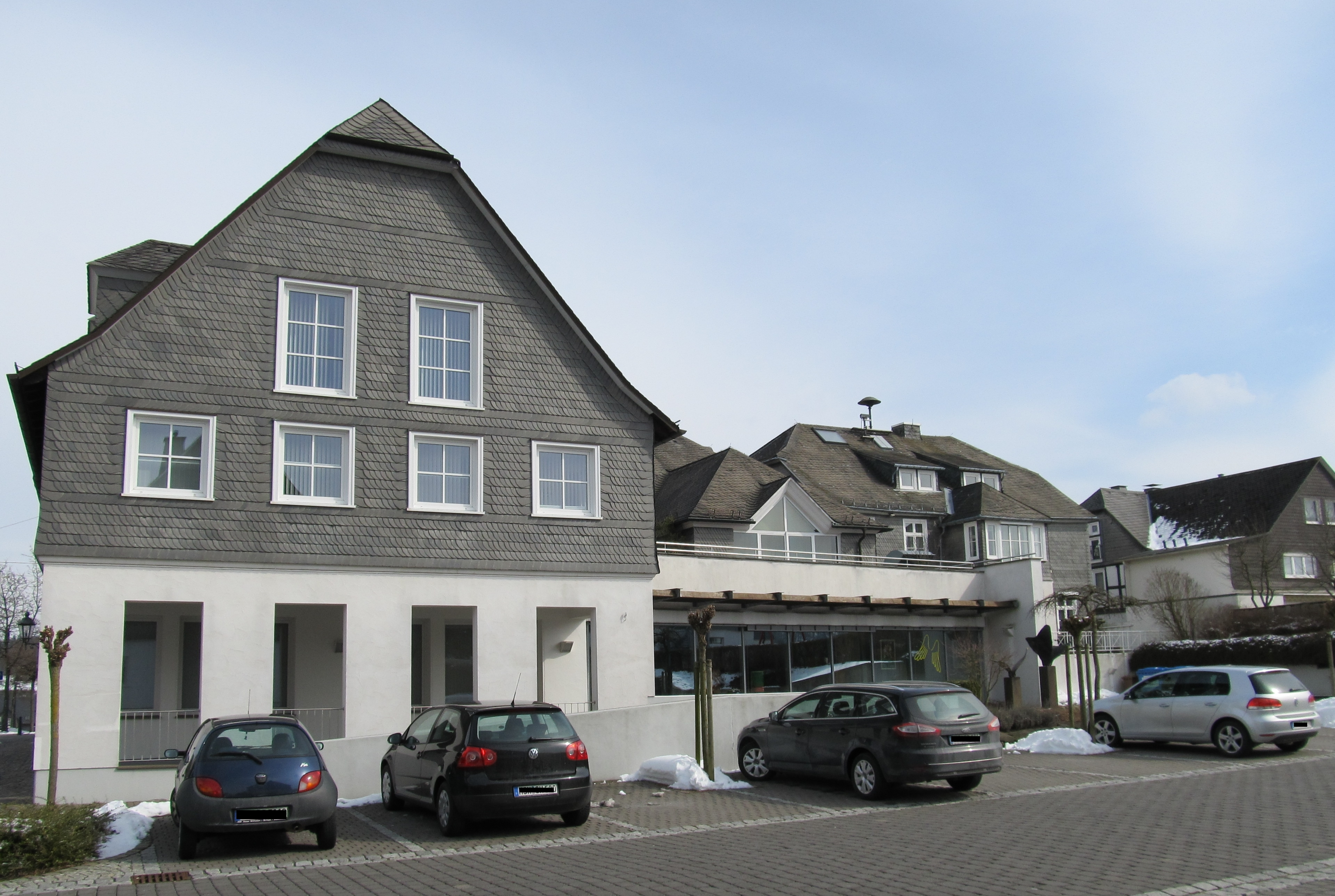
Hauptgeschäftsstelle Rückseite

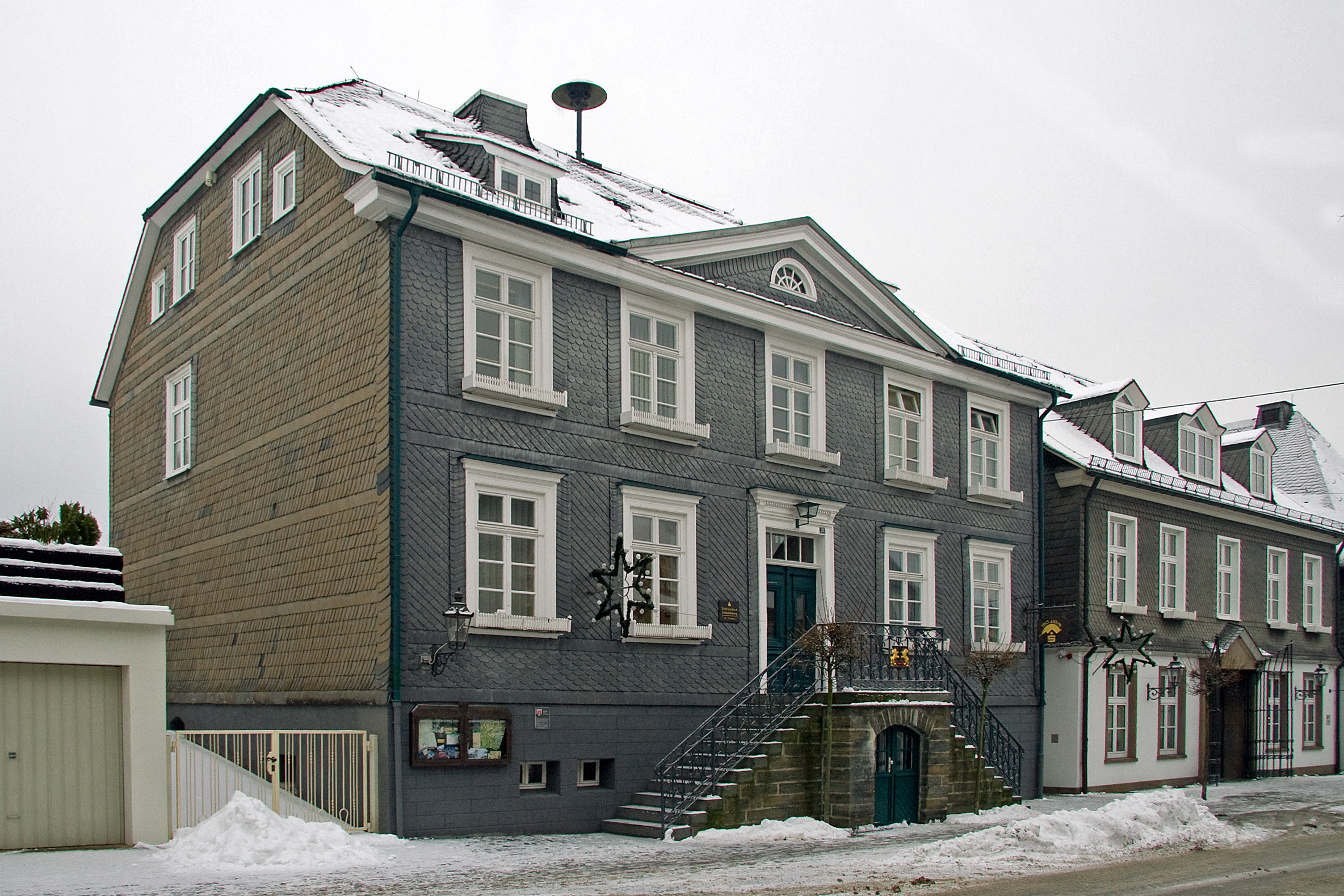
Denkmalgeschütztes Gebäude der Stadtsparkasse

Erneute Vereinigungsverhandlungen gab es bereits im Jahr 1908. Der am 8. April 1908 gefasste Zusammenlegungsbeschluss der Stadtvertretung scheiterte aber an der fehlenden Protokollierung und der späteren  Unterschriftsverweigerung der Stadtvertreter. Auch die  Vereinigungsverhandlungen in den Jahren 1910 und 1912 scheiterten.
Im Jahr 1924 schaltete sich der Oberpräsident erneut in die Vereinigungsdiskussion ein. Drei Jahre später vereinigten sich die beiden Sparkassen. Am 16. Januar 1927 genehmigte der Oberpräsident die Satzung und den Vereinigungsvertrag zu einer Amtssparkasse mit der Bezeichnung „Stadt- und Landgemeindesparkasse Schmallenberg“.
Die Geschäftsstelle der Stadt- und Landgemeindesparkasse befanden sich am 1. März 1927 in den angemieteten Räumen in der  Kampstraße 3. Im Jahr 1951 erwarb die Sparkasse das Grundstück Weststraße 30. Am 21. Oktober 1952 genehmigte der Regierungspräsident den Neubau des Sparkassengebäudes. Das Gebäude in der Weststraße wurde nach den Plänen die Dortmunder Architekten Adolf Ott am 28. August 1953 eingeweiht. Bis zur Neugliederung wurden Zweigstellen in den Orten Gleidorf (1958), Fleckenberg (1959), Wormbach (1965), Bracht und Westfeld (1966), Grafschaft und Nordenau (1967), Lenne (1969), Holthausen (1972, von der Stadtsparkasse Fredeburg) und Obersorpe (1973) eröffnet.

### Stadtsparkasse Schmallenberg
Nach der kommunalen Neugliederung im Jahr 1975 entstand aus der Stadt- und Landgemeindesparkasse Schmallenberg des Amtes Schmallenberg, der Sparkasse der Stadt Fredeburg und der Sparkasse der Gemeinde Bödefeld die Stadtsparkasse Schmallenberg. In den Jahren 1982 und 1983 erfolgte der Um- und Erweiterungsbau der Hauptgeschäftsstelle nach den Plänen der Architekten Richter und Sander. Am 9. Dezember 1983 wurde das erweiterte Hauptstellengebäude in der Weststraße eingeweiht.
Am 1. August 2019 fusionierte die Stadtsparkasse Schmallenberg mit der Sparkasse Meschede und der Sparkasse Finnentrop zur Sparkasse Mitten im Sauerland.

## Vorstand
Der Sparkassenvorstand bestand seit 1929 aus folgenden Mitgliedern:
| Datum                                  | Vorstand |
| -------------------------------------- | --- |
| Anfang 1929 bis 1. Dezember 1945       | Vorsitzender Albert Ermecke |
| 1. Dezember 1945 bis 1. Dezember 1947  | Stelle des Vorsitzenden blieb unbesetzt; stellvertretender Sparkassenleiter war Karl Becker                                                                          |
| 1. Dezember 1947 bis 31. Dezember 1950 | Vorsitzender Franz Hellmann |
| 1951 bis 12. April 1967                | Vorsitzender Albert Tschuschke |
| 15. November 1967 bis 31. März 1970    | Vorsitzender Eberhard Schneider, Vertreter Klaus Didam und Norbert Bornemann (bis zum 30. Juni 1969) anschließend Adolf Siebert (ab 1. Juli 1969)                    |
| 1. April 1970 bis 1971                 | Vorsitzender Bernhard Stakemeier, Vertreter Klaus Didam und Adolf Siebert                                                                                            |
| 1971 bis 1975                          | Vorsitzender Bernhard Stakemeier und Mitglied Wilhelm Dilly, Vertreter Klaus Didam und Adolf Siebert                                                                 |
| 1975 bis 1986                          | Vorsitzender Bernhard Stakemeier und Mitglied Wilhelm Dilly, Vertreter Klaus Didam und Wilhelm Reckmann                                                              |
| 1986 bis 1990                          | Vorsitzender Bernhard Stakemeier und die Mitglieder Heinz-Dieter Neumann und Friedhelm Pape, Vertreter Klaus Didam und Wilhelm Reckmann                              |
| 1990 bis 2010                          | Vorsitzender Heinz-Dieter Neumann und Mitglied Friedhelm Pape, Vertreter Klaus Didam und Wilhelm Reckmann (bis zum 31. Dezember 1991) anschließend Dietmar Bellinger |
| 2011 bis März 2014                     | Vorsitzender Peter Vogt, Mitglied Anja Deinzer |
| ab April 2014                          | Vorsitzender Peter Vogt, Mitglied Marcus Arens, Vertreter Dietmar Bellinger                                                                                          |

## Organisationsstruktur
Die Sparkasse Schmallenberg war eine Anstalt des öffentlichen Rechts. Träger ist die Stadt Schmallenberg. Rechtsgrundlagen ist das Sparkassengesetz für Nordrhein-Westfalen, Organe sind der Vorstand, der Kreditausschuss und der Verwaltungsrat. Die zuständige Aufsichtsbehörde ist die Bundesanstalt für Finanzdienstleistungsaufsicht in Bonn.